# Derrick Etienne
Pour les articles homonymes, voir Etienne.
Derrick Etienne, né le 25 novembre 1996 à Richmond en Virginie, est un footballeur international haïtien. Il joue au poste de milieu de terrain à Toronto FC en MLS.

## Biographie

### Carrière en club
Le 28 mars 2015, Derrick Etienne fait ses débuts professionnels en USL avec la deuxième équipe des Red Bulls de New York, contre les Rhinos de Rochester (nul 0-0). Remplaçant fréquent dans la formation du New Jersey, Etienne est finalement prêté au FC Cincinnati à l'été 2019 afin de trouver de la continuité dans son temps de jeu.
Le 30 novembre 2022, alors qu'il est libre de tout contrat, il s'engage en faveur d'Atlanta United pour trois saisons.

### Carrière internationale
Il reçoit sa première sélection en équipe d'Haïti le 9 novembre 2016, contre la Guyane. Il inscrit son premier but le 8 janvier 2017, contre Trinité-et-Tobago.